# 갈라테아 (위성)
갈라테아(영어: Galatea, 현대 그리스어: Γαλάτεια)는 해왕성에서 네 번째로 가까운 위성이다. 이름은 그리스 신화에 등장하는 네레이데스 중 한 명의 이름을 땄다.

## 발견

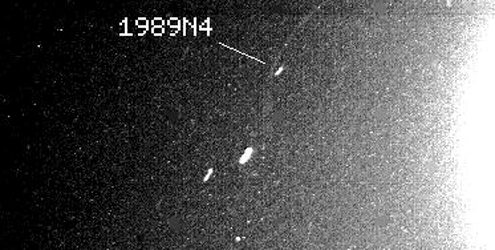
해왕성 근방 애덤스 고리 안에 있는 갈라테아.

갈라테아는 1989년 7월 보이저 2호가 찍은 사진 속에서 발견되었으며, 임시 명칭은 S/1989 N 4였다. 공식적인 발견 승인은 1989년 8월 2일에 났으며, 발견 날짜는 "5일에 걸쳐 찍은 10장"이라는 언급을 통해 7월 28일 전임을 암시했다. 갈라테아라는 명칭은 1991년 9월 16일에 부여되었다.

## 물리적 성질
갈라테아의 형태는 불규칙하며 특별한 지질 활동의 흔적이 없다. 트리톤이 해왕성에 포획된 이후 기존에 있던 위성들이 섭동되며 재강착된 위성 파편으로 추정된다.

## 궤도
갈라테아의 궤도는 해왕성의 동주기 궤도 범위 내이며, 따라서 조석 감속 작용으로 해왕성과 가까워지고 있어 최종적으로는 해왕성과 충돌하거나 기조력에 의해 분해되어 고리를 형성할 것이다.
갈라테아는 자신의 궤도에서 1000 km 바깥에 있는 애덤스 고리의 양치기 위성 역할을 하는 것으로 추정된다. 고리와 갈라테아와의 궤도 공명 비율은 42:43으로, 애덤스 고리에 존재하는 물질 덩어리들이 존재하는 이유도 이 때문으로 추정된다. 갈라테아의 질량은 갈라테아가 애덤스 고리에 주는 섭동의 양을 통해 계산한 것이다.